# 西鐵五條站
西鐵五條站（日语：／ Nishitetsu-Gojō eki */?）是位於福岡縣太宰府市五條二丁目，西日本鐵道（西鐵）的太宰府線車站。車站編號為D01。

## 歷史
- 1902年（明治35年）5月1日 - 太宰府軌道五條站啟用[1]。
- 1927年（昭和2年）9月24日 - 路線翻新同時廢止[1]。
- 1928年（昭和3年）5月3日 - 以五條口站的名義再次啟用[1]。
- 1931年（昭和6年）10月17日 - 車站遷移，同日改名為五條站[1]。
- 1942年（昭和17年）
  - 6月10日 - 車站改名為種雞場前站[1]。
  - 9月22日 - 與九州鐵道合併，西日本鐵道成立，成為西日本鐵道車站。
- 1948年（昭和23年）10月25日 - 車站改名為西鐵五條站[1]。
- 1971年（昭和46年） - 車站大樓翻新。
- 1994年（平成6年）3月23日 - 車站大樓翻新。
- 2008年（平成20年）5月18日 - 此站開始可以使用IC卡nimoca。
- 2017年（平成29年）2月1日 - 此站引入車站編號[2]。

## 車站構造
車站是一座地面車站，設有2面2線的相對式月台。月台建設彎位上。到發列車全部使用1、3號月台，2號月台不會使用。

### 月台
| 月台 | 路線      | 上下行 | 方向                                     |
| ---- | --------- | ------ | ---------------------------------------- |
| 1    | ■大宰府線 | 下行   | 太宰府方向                               |
| 2    | ■大宰府線 | -      | （停止使用）                             |
| 3    | ■大宰府線 | 上行   | 二日市、福岡（天神）、久留米、大牟田方向 |

## 利用狀況
在2019年度，1日平均上下車人次為5,748人。
以下為各年度1日平均乘車和上下車人次列表。
| 年度   | 1日平均 乘車人次 | 1日平均 上下車人次 |
| ------ | ---------------- | ------------------ |
| 1996年 | 4,970            | 9,888              |
| 1997年 | 4,899            | 9,770              |
| 1998年 | 4,685            | 9,315              |
| 1999年 | 4,191            | 8,336              |
| 2000年 | 4,014            | 7,997              |
| 2001年 | 3,899            | 7,767              |
| 2002年 | 3,737            | 7,468              |
| 2003年 | 3,631            | 7,298              |
| 2004年 | 3,521            | 7,093              |
| 2005年 | 3,526            | 7,055              |
| 2006年 | 3,452            | 6,915              |
| 2007年 | 3,393            | 6,833              |
| 2008年 | 3,384            | 6,860              |
| 2009年 | 3,293            | 6,685              |
| 2010年 | 3,112            | 6,351              |
| 2011年 | 3,033            | 6,189              |
| 2012年 | 2,959            | 6,034              |
| 2013年 | 3,041            | 6,208              |
| 2014年 | 3,044            | 6,209              |
| 2015年 | 3,066            | 6,260              |
| 2016年 | 2,964            | 6,032              |
| 2017年 | 2,833            | 5,781              |
| 2018年 | 2,825            | 5,779              |
| 2019年 |                  | 5,748              |

## 車站周邊
車站位於太宰府市中心，周邊設有較多當地居民向的商業設施，多於觀光設施。此站最接近太宰府市政廳。而太宰府站最接近太宰府天滿宮。
此外，車站周邊較多私家醫院，與其他醫療設施。當於車站附近設有大學和短期大學，因此較多學生使用此站。

### 道路
- 福岡縣道35號筑紫野古賀線（日语：福岡県道35号筑紫野古賀線）
- 福岡縣道76號筑紫野太宰府線（日语：福岡県道76号筑紫野太宰府線）
- 國道3號

### 市相關設施
- 太宰府市政廳 - 西北方約400米
  - 太宰府市中央公民館、市民圖書館 - 西方約450米
  - IkiIki情報中心 - 站前
  - 保健中心
  - 市立五條保育所
  - 男女共同參劃中心Luminous
  - 體育中心
  - 社會福祉協議會
    - 老人福祉中心

### 學校
- 筑紫女學園大學（日语：筑紫女学園大学）、短期大學部 - 東方約1.3公里
- 福岡縣立太宰府高等學校（日语：福岡県立太宰府高等学校） - 東南方約2.5公里。
- 福岡國際大學（日语：福岡国際大学） - 東方約500米
- 福岡女子短期大學 - 東方約500米
- 太宰府市立太宰府中學 - 東方約250米

### 商業、金融與其他
- Leganet（日语：西鉄ストア）太宰府（超級市場，舊壽屋） - 西南方約250米
- 大賀藥局（日语：大賀薬局）五條店
- 福岡銀行五条（只有ATM）
- 西日本都市銀行五條分店
- 太宰府郵局（日语：太宰府郵便局）
- JA筑紫太宰府中央分店
- 太宰府市商工會
- 新生堂藥局（日语：新生堂薬局）五條店

### 醫療
- 福岡縣立精神醫療中心太宰府醫院 - 南方約300米

### 名勝
- 觀世音寺（日语：観世音寺） - 西北方約700米
- 戒壇院（日语：戒壇院） - 西北方約700米
- 大宰府政廳蹟（都府樓蹟）
- 學校院蹟 （页面存档备份，存于）

## 巴士路線
- 西鐵五条站巴士站 - 站前迴旋路內
  - 西鐵巴士（日语：西鉄バス）（西鐵巴士二日市（日语：西鉄バス二日市））
    - 星丘 → 太宰府高校（日语：福岡県立太宰府高等学校）入口 → 梅香苑 → 君畑 → 西鐵二日市東口
    - 九州國立博物館前 → 原營業所

  - 太宰府市社區巴士「真秀場號（日语：まほろば号）」
    - 關屋/通古賀 → 西鐵都府樓前站
    - 西鐵太宰府站 → 菅谷（九州情報大學（日语：九州情報大学）前）
    - 西鐵太宰府站 → 內山（竈門神社）
    - 西鐵太宰府站 → 松川 → 北谷
    - 地域支援車：湯之谷、連歌屋方向
- 西鉄五條站旁巴士站 - 車站西邊
  - 梅丘・高雄方向
- 西北約400米處設有宇美方向和前往福岡機場、博多巴士總站（日语：博多バスターミナル）的き「太宰府Liner巴士旅人」，該巴士站位於太宰府市政廳前。

## 相鄰車站
西日本鐵道
■太宰府線
西鐵二日市（T13）－西鐵五條（D01）－太宰府（D02）

## 注腳
1. 1 2 3 4 5 6 7  . 12 九州・沖繩. 新潮社. 2011: 39. ISBN 978-4-10-790030-2 （日语）.
2. ↑   (PDF). 西日本鐵道. 2017-01-24  [2017年3月20日]. （原始内容存档 (PDF)于2020-07-28） （日语）.
3. ↑  . 西日本鉄道株式会社.   [2021-01-14]. （原始内容存档于2021-01-29） （日语）.
4. ↑  2001年版 福岡市統計書 （页面存档备份，存于）（日語） 2021年3月22日參閲。
5. ↑  福岡市統計書 （都市圏の概況） 福岡都市圏の私鉄各駅乗降人員 （页面存档备份，存于）（日語） 2021年3月22日參閲

## 外部連結
- 西鐵五條站（西鐵沿線web） （页面存档备份，存于）（日語）